# Liwā' al Quwayrah
Liwā' al Quwayrah (arabiska: لواء القويرة) är ett departement i Jordanien.   Det ligger i guvernementet Akaba, i den södra delen av landet, 270 km söder om huvudstaden Amman.